# Chiesa di Santa Maria dell'Arco a Portanova
La chiesa di Santa Maria dell'Arco a Portanova è una delle chiese di interesse storico-artistico di Napoli; è sita nei pressi della chiesa di Santa Maria in Cosmedin.

## Storia e descrizione
La struttura è un piccolo chiesino di epoca rinascimentale eretto come cappella dei Bonifacio-Mormile, famiglia molto importante e potente del sedile di Portanova. Molto probabilmente fu rinnovata nel 1660 dietro onere dello stesso sedile.
La facciata è ornata da un portale rettangolare decorato da bassorilievi (in cui è stata individuata l'impronta dello scultore Giovan Tommaso Malvito, figlio del ben più noto Tommaso) e sormontato da un grande finestrone. L'impostazione della cupola schiacciata, verte al centro della struttura, mentre il piccolo campaniletto mostra due finestrelle a sesto acuto.
La chiesa è abbandonata da diverso tempo e il suo interno, di tanto in tanto, viene usato da un gruppo di sostenitori politici.